# Kolathur
Kolathur es una ciudad y nagar Panchayat situada en el distrito de Salem en el estado de Tamil Nadu (India). Su población es de 12748 habitantes (2011). Se encuentra a 54 km de Salem y a 62 km de Erode.

## Demografía
Según el censo de 2011 la población de Kolathur era de 12748 habitantes, de los cuales 6513 eran hombres y 6235 eran mujeres. Kolathur tiene una tasa media de alfabetización del 72,81%, inferior a la media estatal del 80,09%: la alfabetización masculina es del 80,64%, y la alfabetización femenina del 64,62%.